# Kōyu Shurei
Kōyu Shurei (jap. 珠黎 皐夕 , Shurei Kōyu; Pseudonym 珠黎 こうゆ , Shurei Kōyu) ist eine japanische Manga-Zeichnerin und Illustratorin.
1995 gewann sie den Illustratorenpreis des Literaturmagazins Cobalt, für das sie fortan einige Titelbilder gestaltete. Nachdem sie zuvor bereits Dōjinshi als Amateurin veröffentlicht hatte, erschien ihre erste Comicveröffentlichung 1997. Diese war die erste Episode ihrer Manga-Serie Alichino, die ihr bekanntestes Werk ist. An diesem Comic arbeitete sie noch bis 2001, als das Comic Eyes-Magazin, in dem er veröffentlicht wurde, eingestellt wurde. Die drei Sammelbände zu Alichino, die beim Shūeisha-Verlag herauskamen, wurden ins Deutsche, Englische, Französische und Italienische übersetzt. In dem Manga geht es um übernatürliche Wesen, die jedem Menschen einen Wunsch erfüllen, sofern sie dafür die Seele des Wünschers erhalten.
2001 erschien Shureis Artbook Enrei no sho (艶麗之書). Sie gestaltete außerdem die Illustrationen zu zahlreichen Romanen.